# Salmo ezenami
Salmo ezenami är en fiskart som beskrevs av Berg, 1948. Salmo ezenami ingår i släktet Salmo och familjen laxfiskar. IUCN kategoriserar arten globalt som akut hotad. Inga underarter finns listade i Catalogue of Life.